# Lewis Amarante
Lewis Amarante Nacido en República Dominicana el 2 de mayo de 1967. Considerado por algunos medios como el  8º Mejor maquillador del mundo y embajador español de la firma de cosméticos Max Factor.

## Primeros Trabajos
Su formación académica comenzó estudiando Arquitectura, para terminar licenciándose en Bellas Artes. Licenciatura que le permitió ingresar más tarde en la Escuela de diseño Parsons.
En su más temprana etapa laboral, fue diseñador para varias firmas durante algunas temporadas. Más tarde trabajó en el departamento creativo de un estudio de publicidad. Lo que le permitió colaborar con grandes agencias y participar en campañas con las más grandes marcas. A los 32 años mientras trabajaba en BDDP, una agencia francesa de publicidad, entendió que su futuro profesional estaría dedicado al mundo de la belleza.
A pesar de su avanzada edad para iniciar una nueva trayectoria profesional y siendo un completo desconocido, comenzó experimentando con el objetivo de intentarlo durante al menos un año. Si esto no funcionaba siempre podría volver al mundo de la publicidad. 
En sus comienzos destacó porque sus maneras de hacer eran diferentes a lo que se hacía por entonces. A los pocos meses de comenzar su carrera como maquillador, empezó a trabajar con Alfonso Onhur , así llegaron publicaciones para Marie Claire, Rolling Stone magazine, Neo2 Cosmopolitan (revista) entre otras.
Poco tiempo después de la mano de Alfonso Onhur disparó su primera gran campaña para Zara, la que le puso al mismo nivel que las auténticas estrellas del maquillaje en aquel momento.

## Trayectoria
Por esa época Lewis firmaba para MAC Cosmetics, colaboró con Dior en el lanzamiento del perfume J’Adore, lo que fueron sus primeros trabajos con firmas internacionales. Y con MAC Cosmetics comenzó a hacer desfiles internacionales como Alexander McQueen, Gianfranco Ferré o Diesel (casa de moda).
A nivel nacional trabajaba como director de maquillaje y peluquería en la pasarela Circuit de Barcelona dentro de la Barcelona Fashion Week. Asimismo fue jefe de equipo en desfiles de Joan Miró y Josep Font entre otros
Tras su etapa con MAC Cosmetics, gracias a una portada de la revista Neo2, empezó a trabajar como maquillador oficial para Chanel . Para más tarde pasar a serlo del Grupo L'Oréal para Maybelline New York, con ellos y esta vez apoyado por Armando Pinedo y luego por María Teresa Segovia comenzó a trabajar de manera más continua entre Madrid y New York firmando para la marca desfiles y editoriales, vinculando a la marca con Custo Barcelona
Después de su etapa en el grupo L'Oréal, pasa a ser maquillador oficial de Max Factor, marca de la que sigue siendo maquillador oficial a día de hoy. 

## Actualidad
Actualmente el grueso de sus trabajos aparte de los que realiza para Max Factor van dirigidos al mercado asiático colaborando con publicaciones como la japonesa Fruits o la revista Visiono Tatler, publicadas en Hong Kong y marcas como la firma de cuidado de la piel SKII.
Ha sido nominado al premio de mejor maquillador por su trabajo en el Teaser " EFÍMERA" de Paco Peregrin, para la marca cosmética asiática Marie Dalgar. Tras el éxito de EFÍMERA ha participado como maquillador en el Fashion Film "POLLUTION", nomidado en tres categorías en el prestigioso Fashion Film Festival La Jolla   (California) producido por X-Presión ( el primer estudio creativo especializado en I+D+i en el sector de la peluquería).

## Colaboraciones
Además ha colaborado con diversas publicaciones a lo largo de su carrera con:
Marie Claire ( España, USA, Francia y México ), Elle (México, España, Portugal ), Vogue (revista) (Vogue Italia), GQ ( USA, España )Vanity Fair (revista) ( USA, Italia ), The New Yorker( USA ), Adon ( USA ), Harper's Bazaar ( USA ), Vision ( Hong Kong ), Telva ( España ), Zink ( USA ), Schön! Magazine ( UK ), Sposabella ( Italia, España ), White ( Italia ), NEO2 ( España ),I-D ( UK )
y Edelweiss (Suiza) entre otras.
Entre sus campañas más famosas se destacan: Custo Barcelona, Cartier, Rochas, Josep Font, Suárez, D&G, Galeries Lafayette Haussmann, Zara, Pull & Bear, Massimo Dutti, Carolina Herrera, Caramelo, Pertegaz, Loewe, Diesel.

## Celebrities
Sus continuas colaboraciones con la cadena MTV le han permitido trabajar con personajes del espectáculo como: 
Madonna, Eagle Eye, Sherry, TimberlandJustin Timberlake, Sara Montiel, Laura Pausini, Soraya (cantautora), Nanah Sherry

## Top Models
Andrés Velencoso, Nieves Álvarez, Naomi Campbell, Helena Christensen, Adriana Lima, Harrison Ford, Daryl Hannah